# Memorijalni turnir Andrija Anković
Memorijalni turnir Andrija Anković je nogometni turnir za klubove u seniorskoj konkurenciji. 

Održava se od 1986. godine u mjestu Gabela pored Čapljine. Turnir se uglavnom igra u siječnju ili veljači kao dio priprema klubova za proljetni dio sezone. Organizator turnira je klub GOŠK, a nosi naziv po Andriji Ankoviću (1937. – 1980.), nogometašu iz Gabele, koji je najveći dio karijere proveo u splitskom Hajduku, u kojem je postao jedan od legendarnih igrača kluba. Također je bio i reprezentativac Jugoslavije. 

Turnir nije održavan od 1992. do 1996. godine zbog ratnih događanja u BiH. Ovo je najstariji aktivni nogometni turnir u Bosni i Hercegovini.

## Dosdašnji pobjednici i sudionici
| godina        | pobjednik         | drugoplasirani         | ostali sudionici napomene         |
| ------------- | ----------------- | ---------------------- | --------------------------------- |
| 1986.         | Sarajevo          |                        | GOŠK Gabela                       |
| 1987.         | Leotar Trebinje   |                        | GOŠK Gabela                       |
| 1988.         | Sarajevo          |                        | GOŠK Gabela                       |
| 1989.         | Sarajevo          |                        | GOŠK Gabela                       |
| 1990.         | Velež Mostar      |                        | GOŠK Gabela                       |
| 1991.         | Hajduk Split      |                        | GOŠK Gabela                       |
| 1992. – 1996. | nije igrano       | nije igrano            | nije igrano                       |
| 1997.         | Šibenik           |                        | GOŠK Gabela                       |
| 1998.         | Široki Brijeg     | GOŠK Gabela            | Zrinjski Mostar Šibenik           |
| 1999.         | Hajduk Split      | Široki Brijeg          | GOŠK Gabela Posušje               |
| 2000.         | Hajduk Split      |                        | GOŠK Gabela                       |
| 2001.         | Hajduk Split      |                        | GOŠK Gabela                       |
| 2002.         | Hajduk Split      |                        | GOŠK Gabela                       |
| 2003.         | Dinamo Zagreb     |                        | GOŠK Gabela Zrinjski Mostar       |
| 2004.         | Zrinjski Mostar   |                        | GOŠK Gabela                       |
| 2005.         | Zrinjski Mostar   |                        | GOŠK Gabela                       |
| 2006.         | Neretva Metković  |                        | GOŠK Gabela Zrinjski Mostar       |
| 2007.         | GOŠK Gabela       |                        |                                   |
| 2008.         | Dinamo Zagreb     | Drava Ptuj             | GOŠK Gabela Široki Brijeg         |
| 2009.         | Osijek            | Dinamo Zagreb          | GOŠK Gabela Zrinjski Mostar       |
| 2010.         | Lokomotiva Zagreb | Dinamo Zagreb          | GOŠK Gabela                       |
| 2011.         | Dinamo Zagreb     | Široki Brijeg          | GOŠK Gabela Split                 |
| 2012.         | Split             | Dinamo Zagreb          | GOŠK Gabela Lokomotiva Zagreb     |
| 2013.         | Hajduk Split      | Budućnost Podgorica    | GOŠK Gabela Zrinjski Mostar       |
| 2014.         | Zrinjski Mostar   | Čapljina               | GOŠK Gabela Budućnost Podgorica   |
| 2015.         | Široki Brijeg     | GOŠK Gabela            | Željezničar Sarajevo Hajduk Split |
| 2016.         | Zrinjski Mostar   | Budućnost Podgorica    | GOŠK Gabela Cibalia Vinkovci      |
| 2017.         | Zrinjski Mostar   | Gorica (Velika Gorica) | GOŠK Gabela Hajduk II Split       |
| 2018.         | Sutjeska Nikšić   | GOŠK Gabela            | Zrinjski Mostar Hajduk Split      |
| 2019.         | Sutjeska Nikšić   | Zrinjski Mostar        | GOŠK Gabela Dinamo Zagreb         |
| 2020.         | Sutjeska Nikšić   | Zrinjski Mostar        | GOŠK Gabela Neretva Metković      |
| 2021.         | Zrinjski Mostar   | Gradina Srebrenik      | Sutjeska Nikšić GOŠK Gabela       |
| 2022.         | Zrinjski Mostar   | GOŠK Gabela            | Tuzla City Neretva Metković       |
| 2023.         | Zrinjski Mostar   | Jadran Luka Ploče      | GOŠK Gabela Novi Sad              |
| 2024.         | Zadar             | Jadran Luka Ploče      | GOŠK Gabela Sutjeska Nikšić       |

 Napomena: zastavice prema osamostaljenim državama 

## Poveznice
- Andrija Anković
- Gabela
- NK GOŠK Gabela
- Memorijalni turnir Gojko Šušak
- nkgoskgabela.weebly.com - stranica turnira